# Antoine Avinin
Antoine Avinin, né le 26 janvier 1902 à Lyon et mort le 29 octobre 1962 à Massiac (Cantal), est un homme politique, industriel et résistant français.

## Biographie

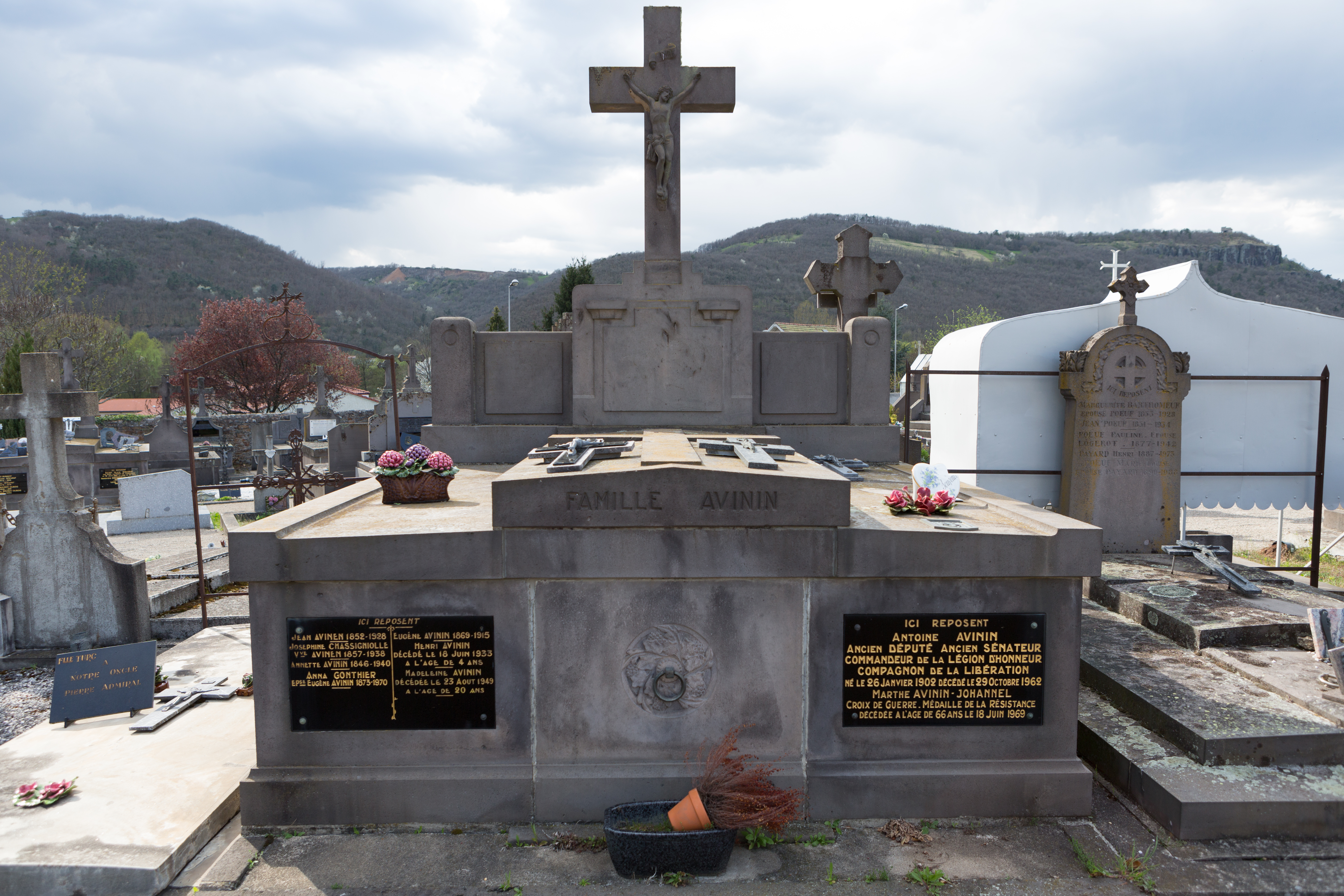
Tombe au cimetière de Massiac

Au lendemain de son service militaire, sa mère lui achète une petite usine à Villeurbanne où, avec un associé, il crée une unité de confection.
Parallèlement, Antoine Avinin milite au sein de la Jeune République, mouvement démocrate chrétien soucieux d'action sociale, héritier du "Sillon" de Marc Sangnier. Officier de réserve, il est mobilisé en septembre 1939 et commande une compagnie comme lieutenant au 6e Bataillon de Pionniers dans l'Armée des Alpes à Heyrieux en Isère.
Il est le cofondateur, aux côtés de Jean-Pierre Lévy, Jean-Jacques Soudeille et Auguste Pinton du réseau de résistance France-Liberté, qui devient en 1941 le mouvement Franc-Tireur. Arrêté à Lyon le 5 mai 1942 comme rédacteur et diffuseur de tracts et incarcéré au Fort Montluc puis à Saint-Paul, Avinin est libéré en août, faute de preuves. « Brûlé » à Lyon, il s'exile quelque temps dans le Cantal où il a de nombreuses connaissances.
A l'automne 1942, il rejoint Toulouse où il développe l'implantation du mouvement. Grand orateur, extrêmement persuasif, il devient chef régional de Franc-Tireur puis, jusqu'en octobre 1943, chef régional des Mouvements unis de Résistance (MUR), c'est-à-dire de la fusion des mouvements Combat, Libération et Franc-Tireur, pour la Région R 4 (Sud-ouest). Il réorganise cette région et dirige les départs par les Pyrénées.
Son action lui vaudra d'être fait Compagnon de la Libération par décret du 7 août 1945.
En 1945, il s'engage dans la politique active et devient député de la Seine sous l'étiquette UDSR. L'année suivante, il est élu sénateur RGR représentant les Français résidant en Indochine et siège au Conseil de la République de 1946 à 1952.
Il est inhumé au cimetière de Massiac.

## Distinctions
- Commandeur de la Légion d'honneur
- Compagnon de la Libération par décret du 7 août 1945[5]
- Croix de guerre 1939-1945, palme de bronze
- Médaille de la Résistance française avec rosette par décret du 24 avril 1946[6]
- Grand Officier de l'Étoile royale des Comores